# Сухопутные черепахи
Сухопутные черепахи (лат. Testudinidae) — семейство черепах с 11—13 родами (в зависимости от точки зрения систематиков на родовую самостоятельность сейшельских и галапагосских черепах), включающее около сорока видов.

## Внешний вид и строение
Почти у всех представителей семейства панцирь выпуклый. Единственным исключением является эластичная черепаха, панцирь который плоский и слабо окостеневает, что позволяет ей прятаться от хищниках в щелях между камнями. Ноги толстые, столбообразные. Пальцы ног сращены вместе, и только короткие когти остаются свободными. Голова и ноги покрыты щитками и чешуями.
Среди сухопутных черепах встречаются как мелкие виды, длиной около 12 см, так и гигантские, длиной до метра и более. Исполинские виды обитают лишь на нескольких островах (Галапагос, Сейшельские острова и др.); известны экземпляры, достигшие в неволе около 400 кг живого веса.

## Распространение и среда обитания
Обитают в Африке, Азии, Южной Европе и Новом Свете. Предпочитают в основном открытые пространства (степи, саванны, пустыни), но ряд видов населяет и влажные тропические леса.

## Поведение и продолжительность жизни
По сравнению с пресноводными черепахами сухопутные очень медлительны и неуклюжи, поэтому в случае опасности не пытаются спастись бегством, а прячутся в панцирь. Другой способ защиты, применяемый многими сухопутными черепахами, — резкое опорожнение очень вместительного мочевого пузыря. Среднеазиатская черепаха при опасности шипит, как гюрза.
Отличаются феноменальной жизнестойкостью и долголетием. Продолжительность жизни в зависимости от вида составляет 50—100 лет, иногда до 200.

## Питание
Как правило, сухопутные черепахи растительноядны (питаются зеленью, овощами и разными фруктами), однако их рацион может включать определённое количество пищи животного происхождения. Могут очень долго обходиться без воды и пищи, а при наличии сочной растительности вообще не нуждаются в воде, но охотно пьют её, особенно в жару.

## Классификация
- † род Alatochelon[4]
  - † Alatochelon myrteum
- род Американские сухопутные черепахи (Chelonoidis)
  - Угольная черепаха (Chelonoidis carbonaria)
  - Аргентинская черепаха (Chelonoidis chilensis)
  - Лесная черепаха (Chelonoidis denticulata)
  - Слоновая черепаха (Chelonoidis elephantopus)
- род Азиатские сухопутные черепахи (Manouria)
  - Коричневая черепаха (Manouria emys)
  - Вдавленная черепаха (Manouria impressa)
- род Сухопутные черепахи (Geochelone)
  - Звёздчатая черепаха (Geochelone elegans)
  - Леопардовая черепаха (Geochelone pardalis)
  - Бирманская черепаха (Geochelone platynota)
- род Индийские сухопутные черепахи (Indotestudo)
  - Жёлтоголовая индийская черепаха (Indotestudo elongata)
  - Индийская черепаха (Indotestudo travancorica)
  - Целебесская черепаха (Indotestudo forstenii)
- род Мадагаскарские черепахи (Astrochelys)
  - Лучистая черепаха (Astrochelys radiata)
  - Мадагаскарская клювогрудая черепаха (Astrochelys yniphora)
- род Гигантские черепахи (Aldabrachelys)
  - Гигантская черепаха (Aldabrachelys gigantea)
  - † Aldabrachelys abrupta
  - † Aldabrachelys grandidieri
- род Гоферы (Gopherus)
  - Пустынный западный гофер (Gopherus agassizii)
  - Техасский гофер (Gopherus berlandieri)
  - Мексиканский гофер (Gopherus flavomarginatus)
  - Гофер-полифем (Gopherus polyphemus)
- род Плоскотелые черепахи (Homopus)
  - Homopus boulengeri
  - Homopus femoralis
  - Homopus areolatus
  - Homopus bergeri
  - Homopus signatus
- род Эластичные черепахи (Malacochersus)
  - Эластичная черепаха (Malacochersus tornieri)
- род Паучьи черепахи (Pyxis)
  - Паучья черепаха (Pyxis arachnoides)
  - Плоскохвостая черепаха (Pyxis planicauda)
- род Южноафриканские звёздчатые черепахи (Psammobates)
  - Геометрическая черепаха (Psammobates geometricus)
  - Глазчатая черепаха (Psammobates oculifer)
  - Шишковатая черепаха (Psammobates tentorius)
- род Европейские сухопутные черепахи (Testudo)
  - Окаймлённая сухопутная черепаха (Testudo marginata)
  - Средиземноморская черепаха (Testudo graeca)
  - Балканская черепаха (Testudo hermanni)
  - Египетская черепаха (Testudo kleinmanni)
- род Киниксы (Kinixys)
  - Зубчатая киникса (Kinixys erosa)
  - Kinixys homeana
  - Гладкая киникса (Kinixys belliana)
  - Kinixys natalensis
- род Среднеазиатские черепахи (Agrionemys)
  - Среднеазиатская черепаха (Agrionemys horsfieldi)
- † род Cylindraspis[5]
  - † Родригеская черепаха (Cylindraspis peltastes)
  - † Гигантская черепаха Восмера (Cylindraspis vosmaeri)
  - † Cylindraspis indica
  - † Cylindraspis inepta
  - † Cylindraspis triserrata
- род Centrochelys
  - Шпороносная черепаха (Centrochelys sulcata)
  - †Centrochelys atlantica[6]
  - †Centrochelys burchardi[6]
  - †Centrochelys marocana[6]
  - †Centrochelys robusta[6]
  - †Centrochelys vulcanica[6]
- † род Hadrianus[7]
  - † Hadrianus corsoni Leidy 1871
  - † Hadrianus majusculus Hay 1904
  - † Hadrianus octonaria Cope 1871
  - † Hadrianus vialovi Ckhikvadze 1984
- † род Megalochelys
  - † Megalochelys atlas Falconer & Cautley, 1844[8]
  - † Megalochelys cautleyi Lydekker, 1889[9]
- † род Stylemys[10]
  - † Stylemys bottii de Stefano 1902
  - † Stylemys capax Hay 1908
  - † Stylemys frizaciana Lartet 1851
  - † Stylemys gisellae Carbot-Chanona et al. 2022
  - † Stylemys inusitata Hay 1906
  - † Stylemys karakolensis Riabinin 1927
  - † Stylemys nebrascensis Leidy 1851
- † род Solitudo[11]
  - † Solitudo robusta (Leith-Adams, 1877)
  - † Solitudo gymnesica (Bate, 1914)
  - † Solitudo sicula Valenti et al., 2022
- † род Titanochelon[12]
  - † Titanochelon bacharidisi
  - † Titanochelon bolivari
  - † Titanochelon ginsburgi
  - † Titanochelon kayadibiensis
  - † Titanochelon perpiniana
  - † Titanochelon schafferi
  - † Titanochelon vitodurana
- † род Ergilemys
  - † Ergilemys bruneti
  - † Ergilemys insolitus
  - † Ergilemys saikanensis